# 한국수산업경영인중앙연합회
한국수산업경영인중앙연합회는 수산업경영인의 자주적인 협동체로서 회원 상호간의 친목을 도모하고 영어기술의 과학화, 경영의 합리화, 유통의 선진화, 어민의 권익신장, 향토문화의 계승발전과 도시와 어촌지역 청소년에 대한 교육·연수를 통해 풍요로운 복지어촌 건설에 기여를 목적으로 1991년 10월 22일 설립·허가된 대한민국 농림수산식품부 소관의 사단법인이다. 사무실은 서울특별시 동작구 상도동 345-8, 한수연회관에 있다.

## 주요 기능
- 회원 상호간의 친목 및 어업기술 교류
- 수산업 유통에 관한 조사 연구 및 어업의 여론조사와 봉사사업
- 수산에 관한 강습, 강연 및 전시회 개최